# Ecnomus laensis
Ecnomus laensis är en nattsländeart som beskrevs av Cartwright 1998. Ecnomus laensis ingår i släktet Ecnomus och familjen trattnattsländor. Inga underarter finns listade i Catalogue of Life.